# 451 градус за Фаренгейтом
«451° за Фаренгейтом» (англ. Fahrenheit 451) — роман-антиутопія американського письменника Рея Бредбері в жанрі наукової фантастики, вперше опублікований у 1953 році. Роман часто розглядається як один з найкращих його творів. Роман описує майбутнє американське суспільство, у якому книги заборонені й будь-які знайдені книжки спалюються «пожежниками». Підзаголовок назви книги пояснює заголовок: «Фаренгейт 451 — температура, при якій загоряється і горить папір…» Головний персонаж Ґай Монтеґ — пожежник, який розчаровується своєю роллю в цензурі літератури та знищенні знань, врешті-решт, кидає свою роботу й ставить за мету збереження літературних та культурних творів.
Роман став предметом численних інтерпретацій, багато з яких акцентують увагу на історичній ролі спалювання книжок у придушенні інакомислячих та «небажаних» ідей. У радіоінтерв'ю 1956 року Бредбері сказав, що написав книгу через власну стурбованість (в епоху Маккартизму) з приводу загрози спалювання книжок у США. Пізніше він описував книгу як коментар до того, як ЗМІ знижують інтерес до читання літератури.
У 1954 році роман отримав премію Американська академія мистецтв та літератури та Золоту медаль Каліфорнійського клубу співдружності. Пізніше, у 1984 році, книга здобула премію «Прометей» та одну з лише семи будь-коли присвоєних премій «Г'юго» за найкращий роман.
Книга була присвячена автором «Донові Конгдону із вдячністю».

## Назва
Назва роману посилається на температуру 451 °F (233 °C), яка, на думку  Бредбері, є температурою самозаймання паперу. Загалом, це твердження можна вважати правильним: залежно від виду паперу (товщини, щільності та складу) температура його самозаймання лежить у межах 424—475 °F (218—246 °C).

## Зміст книги

### Сюжет
Роман «451 градус за Фаренгейтом» розповідає про тоталітарне суспільство, в якому література заборонена, а пожежники повинні спалювати всі заборонені книги, які виявлять, разом з будинками. Власники книг при цьому підлягають арешту, одного з них навіть відправляють до психіатричної лікарні. Автор описав людей, які втратили зв'язок один з одним, з природою, з інтелектуальним спадком людства. Люди поспішають на роботу чи з роботи, ніколи не говорячи про те, що вони думають або відчувають, розмовляючи лише про безглузді дрібниці, захоплюючись тільки матеріальними цінностями. Удома вони оточують себе інтерактивним телебаченням, яке проектує зображення відразу на стіни (в які вбудовані кінескопи), і заповнюють свій вільний час переглядом телевізійних передач, нескінченних і безглуздих серіалів. Однак «щаслива», на перший погляд, держава перебуває на порозі тотальної руйнівної війни, якій все ж судилося розпочатися.
Головний герой роману, пожежник Ґай Монтеґ знайомиться з сімнадцятирічною дівчиною Кларіссою Маклеллан і починає розуміти, що можливе й інше життя. Кларіссу вважають дивною через її захоплення природою, бажанням говорити про почуття, думки і просто життя. Монтеґ любить свою роботу, але таємно забирає з декількох будинків книги, які повинен був спалити. Смерть Кларісси, яку збиває автомобіль, зустріч з жінкою, яка відмовляється покинути свій будинок, залитий гасом, і сама черкає сірником об поруччя та спалює себе разом з книгами, підсилює внутрішній розлад Ґая. Пізніше Ґай пригадує прізвище «Рідлі», яке звучить у фразі тієї жінки: «Будь мужнім, Рідлі. Божою милістю ми запалимо сьогодні в Англії таку свічку, яку, я вірю, їм ніколи не загасити». Начальник Монтеґа, брандмейстер Бітті, пояснює Монтеґу слова старої жінки: «Людина на ім'я Латімер сказав це людині, яку звали Ніколас Рідлі, коли їх спалювали на багатті за єресь в Оксфорді 16 жовтня 1555 року». Монтеґ вирішує кинути свою роботу після того, що сталося. Він прикидається хворим на добу.
Брандмейстер Бітті дає Гаю день на те, щоб отямитися, кажучи, що у кожного пожежника бувають такі хвилини в житті. Але після цього натякає, що Монтеґ повинен принести книгу, яку він вкрав у жінки, яка згоріла, і сховав під подушку, щоб спалити її. Бітті стверджує, що сенс знищення книг полягає в тому, щоб зробити всіх щасливими. Він пояснює Монтеґу, що без книг не буде ніяких суперечливих думок і теорій і ніхто не буде виділятися, ставати розумнішим за сусіда. А з книгами — «хто знає, хто може стати мішенню добре начитаної людини?». Життя громадян цього суспільства абсолютно позбавлене негативних емоцій — вони тільки те й роблять, що розважаються. Навіть смерть людини «спростили» — тепер трупи померлих кремують вже через п'ять хвилин, щоб нікого не турбувати. Монтеґ намагається розібратися в своїх думках, просить свою дружину Мілдред допомогти йому в цьому, починає діставати зі схованки за ґратами вентиляції книги і читати уривки з них, але дружина не розуміє його, вона нажахана тим, що відбувається, кричить про те, що він їх погубить. Вона відсторонюється від нього, надягаючи навушники, спілкуючись зі своїми телевізійними «родичами» і з сусідками.
Ґай згадує про старого Фабера, якого він зустрів рік тому в парку. Старий сховав щось до лівої кишені пальто, побачивши Монтеґа, різко встав, немов хотів втекти, але Монтеґ зупинив його, потім завів розмову про погоду і т. д. Старий спочатку злякався, але потім зізнався, що він, колишній професор англійської мови, осмілів, став більш балакучим і прочитав напам'ять кілька віршів. Обидва уникали згадування в розмові того, що Монтеґ — пожежник. Фабер написав йому свою адресу на клаптику паперу: «Для вашої картотеки, — сказав старий, — на той випадок, якщо ви надумаєте розсердитися на мене». Ґай знаходить картку колишнього професора, відкривши шафу в спальні, в ящику з написом «Майбутні розслідування» і дзвонить Фаберу. Він з'являється в нього вдома з Біблією і просить вислухати його, навчити розуміти те, що він читає. Фабер дає Монтеґу мініатюрний приймач, схожий на слуховий апарат, для екстреного зв'язку. Вони домовляються про те, що будуть діяти спільно — робити копії книг за допомогою друкаря (знайомого Фабера), чекати війни, яка зруйнує нинішній порядок речей, і сподіватися, що тоді, в тиші, можна буде почути їх шепіт.
Ґай повертається на роботу зі слуховою капсулою у вусі. Мілдред, а до цього дві сусідки, міс Клара Фелпс і місіс Бауелс, яким він, розсердившись через їхні порожні балачки, прочитав вірш «Берег Дувра», доносять, що Монтеґ зберігає вдома книги. Бітті підлаштовує все так, що Ґай приїжджає за викликом на спалення власного будинку. За ним стежить механічний пес, якого Монтеґ завжди побоювався — він був упевнений, що пес налаштований проти нього. За вказівкою Бітті Ґай спалює власний будинок, а потім струменем полум'я з вогнемета вбиває Бітті, який свідомо спровокував його на це, вдаряє двох пожежників і спалює електричного пса. Але електричний пес все-таки встигає зачепити його голкою з новокаїном, одна нога Ґая німіє, і це уповільнює його пересування. Всюди чути виття сирен, за ним женуться поліційні машини, починається організована погоня на поліційних гелікоптерах.
Ґая мало не збиває машина, його рятує падіння. «Водій вчасно зрозумів, навіть не зрозумів, а відчув, що машина, яка мчиться на повній швидкості, наїхавши на лежаче тіло, неминуче перекинеться і викине всіх геть». Тому в останню секунду машина круто повернула і об'їхала Монтеґа. Ґай підбирає книги і підкидає їх в будинок міс Блек і її чоловіка-пожежника. Далі він прямує в будинок колишнього професора. Там господар будинку вмикає телевізор, і вони дізнаються про погоню, яка транслюється з повітря, і про те, що доставили нового електричного пса, який вистежить злочинця. Монтеґ радить своєму союзнику спалити покривало з ліжка, кинути в пічку стілець, протерти спиртом меблі, всі дверні ручки, спалити підстилку в передпокої, — знищити всі речі і предмети, до яких він торкався; Фаберу слід увімкнути на повну потужність вентиляцію у всіх кімнатах, посипати нафталіном все, що є в будинку, увімкнути на повну силу поливні установки в саду, промити доріжки з шлангів, — щоб стерти запах Ґая. Вони домовляються про зустріч через один-два тижні в Сент-Луїсі, за умови, якщо залишаться живими. Монтеґ повинен написати колишньому професору на адресу головної пошти. Туди Фабер вирушить в гості до друкаря. Ґай бере валізу зі старими речами свого соратника і залишає його будинок.
Монтеґ пробирається до річки, перевдягається, заходить в воду, течія підхоплює його і забирає в темряву. Електричний пес втрачає його слід біля річки. Коли Ґай виходить з води, він заходить в ліс, знаходить залізничну колію, що веде з міста углиб країни, бачить далеко вогонь багаття і йде на його світло. Там він зустрічається з купою якихось людей, які ставляться до нього дуже привітно. Серед них: Гренджер, який написав книгу «Пальці однієї руки. Правильні відносини між особистістю і суспільством»; Френд Клемент, колишній завідувач кафедри Томаса Харді в Кембріджському університеті; доктор Сіммонс з Каліфорнійського університету, знавець творчості Хосе Ортега-і-Гассета; професор Уест, який багато років тому в стінах Колумбійського університету зробив чималий внесок в науку про етику, тепер уже давню і забуту; преподобний отець Падовер — він тридцять років тому виголосив кілька проповідей і втратив парафіян через свій спосіб мислення за один тиждень. У них є портативний телевізор, тому вони заочно знають Ґая. Йому дають випити флакон з безбарвною рідиною, щоб змінити запах поту. Через півгодини, за словами Гренджер, Ґай буде пахнути, як двоє зовсім інших людей. По телевізору вони спостерігають інсценування смерті Монтеґа, — замість нього електричний пес голкою з новокаїном вбиває випадкового перехожого.
Далі з'ясовується, що нові знайомі Ґая — частина спільноти, яка зберігає рядки літературних творів в своїх головах до тих пір, поки тиранія не буде знищена, а літературна культура не буде відтворена (вони бояться зберігати друковані книги, оскільки вони можуть видати розташування повстанців). Кожен з них утримує у власній пам'яті якийсь видатний літературний твір. Монтеґ, який пам'ятає кілька уривків з біблійних книг — Проповідника і Одкровення Іоанна Богослова, приєднується до їхньої спільноти. В одну мить починається і закінчується війна, і група професорів разом з Гаєм спостерігає здалеку за загибеллю міста в результаті атомного бомбардування. У цей момент Монтеґ, який кинувся долілиць на землю, відчуває (або йому здається), що він бачить загибель Мілдред. Фабер уникає загибелі, він перебував в цей час в автобусі, прямуючи з одного міста в інше. Після катастрофи нові однодумці вирушають в дорогу, і кожен думає про своє. «Пізніше, коли сонце зійде високо і зігріє своїм теплом, вони почнуть розмовляти <…> Монтеґ відчув, що в ньому пробуджуються і оживають слова. Що скаже він, коли прийде його черга? <…> „І по цей, і по той бік ріки дерево життя, яке дванадцять раз приносить плоди, яке дає кожен місяць плід свій і листя своє — для оздоровлення народів …“ Так, думав Монтеґ, ось що я скажу їм опівдні. Опівдні … Коли ми прийдемо до міста».

### Головні герої
- Ґай Монтеґ, пожежник
- Мілдред Монтеґ, дружина Ґая, здатна зробити донос владі на чоловіка (у фільмі Лінда)
- Кларіса, молода дівчина, подруга Ґая
- Фабер, професор, друг Ґая (у фільмі немає)
- Брандмейстер Бітті, капітан пожежників

У романі зображено нове, майбутнє споживацьке суспільство (антиінтелектуальна Америка), де панує тоталітаризм і майже повний контроль над суспільством. Керівництво держави намагається підпорядкувати собі навіть думки людей: книги заборонено, незаконним вважають читання і переховування будь-якої літератури, за дотриманням порядку мають слідкувати пожежники. Після того, як будинки почали будувати вогнетривкими, завданням пожежників стало:
| 1. На сигнал тривоги виїжджати негайно. 2. Швидко розпалювати вогонь. 3. Спалювати усе дотла. 4. Негайно повертатися до пожежної станції. 5. Бути напоготові до нових сигналів тривоги.[12] |
451 градус за Фаренгейтом (233 градуси за Цельсієм) — температура, при якій загоряється папір. Пожежники не гасять вогонь, вони його розпалюють. Вони носять скафандри з зображенням фенікса на грудях і саламандри на плечі. Пожежники — опора режиму, запорука того, що люди не читатимуть книжок, адже книжки спонукають думати і самостійно аналізувати. Пожежники спалюють книги і будинки, де їх ховають. Владі легше керувати натовпом, якщо зробити темп життя швидшим, придумувати нові спортивні ігри, розвивати в людях почуття «стадності», автоматизму. Індустрія виробляє більше швидких машин, кольорових телепрограм, більше шуму, галасу. Будь-яке інакомислення чи самостійна думка робить особу небезпекою для режиму та потенційною мішенню карної пожежної команди.
Це роман про важке прозріння особи в тоталітарному суспільстві. Пожежник Монтеґ теж був його частиною. Його дивацтвом було те, що він таємно забирав книжки з домівок, призначених на повне спалення. Поштовхом до тривожних роздумів стала незвична подія: на черговому спаленні жінка — власниця будівлі і бібліотеки — відмовилась покинути улюблені книжки і загинула в пожежі.
Донос карним органам на чоловіка, який утримує дома книжки, зробила і дружина Ґая — Мілдред. Тепер вже домівку Монтеґів спалюють вщент. Ґай Монтеґ довідався від професора Фабера про існування відлюдників — шанувальників книг — і подався до них. Утопічні принципи збереження знань і скарбів цивілізації для майбутнього розділяв і Бредбері, великий шанувальник бібліотек. Його персонажі фактично чекають героїв, що прийдуть і змінять тоталітарний режим на кращий. Для цього нового суспільства і бережуть знання відлюдники — шанувальники книг.

## Історія публікацій
Історія роману починається з новели «Пожежник», яка була надрукована в журналі «Galaxy Science Fiction» у 1951 році. «Пожежника» Рей Бредбері надрукував на взятій напрокат у громадській бібліотеці друкарській машинці на основі рукописних заміток. У 1953 році новелу розширено до роману і видано у видавництві «Ballantine Books» під назвою  «451 градус за Фаренгейтом».
У 1954 року роман також був надрукований частинами в перших числах журналу «Playboy».

## Передбачення Бредбері
Нові акценти і оцінки роману прийшли в добу комп'ютерів і всесвітньої мережі. Утопічність роману від цього побільшала, адже є надійніші засоби збереження знань, ніж мозок і пам'ять людей. Але побільшала і художня вартість роману з сумними, часом страшними подіями.
Відлюдники — шанувальники книг, «живокниги», мали своїх реальних відповідників у тоталітарному СРСР. За часів Сталіна острах перед несподіваними обшуками карних органів спонукав поетесу Анну Ахматову тільки в пам'яті близьких людей зберігати особливо небезпечні вірші. Ахматова давала вивчити твір, а потім спалювала папери. Твір переходив в невідшукувану форму, все ж продовжуючи існувати. Ахматова довіряла людській голові і добропорядності зберігачів більше, ніж шифрованому запису. Шанувальники творів Ахматової дожили до часів, коли твори стало можна відкрито друкувати і не приховувати від карних органів і обшуків. У системі радянських таборів заборону на деякі книги «не тієї спрямованості» призвів до того що «зеки» заучували ті чи інші твори (вірші, Біблію) напам'ять, передаючи надалі їх зміст іншим ув'язненим усно.

## Цензурування роману в тогочасних США
Фантастичний роман Рея Бредбері відразу зазнав цензурування в країні. Було видано два варіанти, одне видання — для дорослих, друге — для школярів. Видавництво Ballantine Books, що робило видання для шкільних бібліотек, самовільно змінило деякі рядки зі словами «прокляття», «аборт», «пекло», а 2 фрагменти тексту переписало, що було порушенням авторських прав. Ніяких пояснень про зміни тексту читачам не надали, тобто цензура була прихованою, таємною. Друкування паралельних видань — повне для дорослих і цензуроване для школярів — тривало 6 років. Потім ще шість років продавали лише цензуроване видання. Утиски цензури були помічені лише у 1980 році прихильником Бредбері. Тільки після цього автор домігся у видавництва друку лише повного тексту роману, інакше ті мали сплатити грошове стягнення.
Історія з цензурою привернула увагу Американської бібліотечної асоціації, яка виявила, що шкільні клуби так чи інакше скорочували книги. В результаті на шкільні видання почали розміщати помітку, що це видання шкільного книжкового клубу.

## Вплив на культуру
- Кінорежисер Франсуа Трюффо у 1966 році зняв кольорову стрічку за романом Бредбері. Ймовірно, з цього фільму розпочалися купюри і відходи від сюжету літературного джерела. Адже за фільмом Трюффо́ Кларіса виживе і покине місто разом із Ґаєм Монтеґом, що став вигнанцем, ізгоєм.
- У 1984 році була створена телевистава «Знак саламандри» — за мотивами фантастичного роману Рея Бредбері. Цікавими додатками в візуальному ряді телевистави були аркуші напівспалених сторінок книг, розвішені в оселі Монтеґів, як незвичні оздоби інтер'єру.
- У 2018 році на американському телеканалі HBO режисер Рамін Бахрані зняв  однойменний телефільм, визнаний найкращим телевізійним фільмом на 30-й щорічній премії Гільдії продюсерів Америки[19].

Глядачів, що любили книжки, болісно зачіпали кадри, де купка маргіналів-вигнанців, які покинули суспільство, навіть почали ототожнювати себе з якоюсь улюбленою книгою. Вони, наче, втратили власні імена і представлялися назвами улюблених видань. Приєднається до них і Ґай Монтеґ. Телефільм в СРСР мав теж свої цензурні утиски. Було незрозуміло, яку саме книгу предтавлятиме Монтеґ. Адже до кола колишніх викладачів університету, а тепер вигнанців, приймали лише патріотів якоїсь книги. В повній англомовній версії книги Монтеґ уособлює фрагменти Старого Заповіту, книги з великим авторитетом. Про це знав і Рей Бредбері. В атеїстичній країні СРСР Монтеґ не мав права уособлювати Заповіт.
- Рей Бредбері свого часу винайшов найпопулярніший формат навушників на сьогодні — так звані «крапельки». У книзі він писав: «У вухах у неї щільно вставлені мініатюрні „черепашки“, крихітні, з наперсток, радіоприймачі — втулки, і океан електронних звуків — музика й голоси, музика й голоси — хвилями омиває береги її мозку».
- Існують думки, що назва фільму американського режисера Майкла Мура «Фаренгейт 9/11» є алюзією на назву твору Рея Бредбері.
- Український письменник Артем Чапай написав оповідання «233 за Цельсієм» із посиланнями на роман Бредбері, в якому також спалюються паперові книжки, але тепер — прихильниками копірайту.[20]

## Відзнаки
Найавторитетнішим шотландським критиком-фантастикознавцем Дейвідом Прінґлом роман включено до переліку 100 найкращих англомовних науково-фантастичних романів за період з 1949 по 1984 рік.

## Вивчення в школі
За програмою "ЗАРУБІЖНА ЛІТЕРАТУРА" для загальноосвітніх навчальних закладів 5–9 класи (2012 р. зі змінами 2015-2017 рр.) роман вивчається в 9 класі